# Hornungsreuth

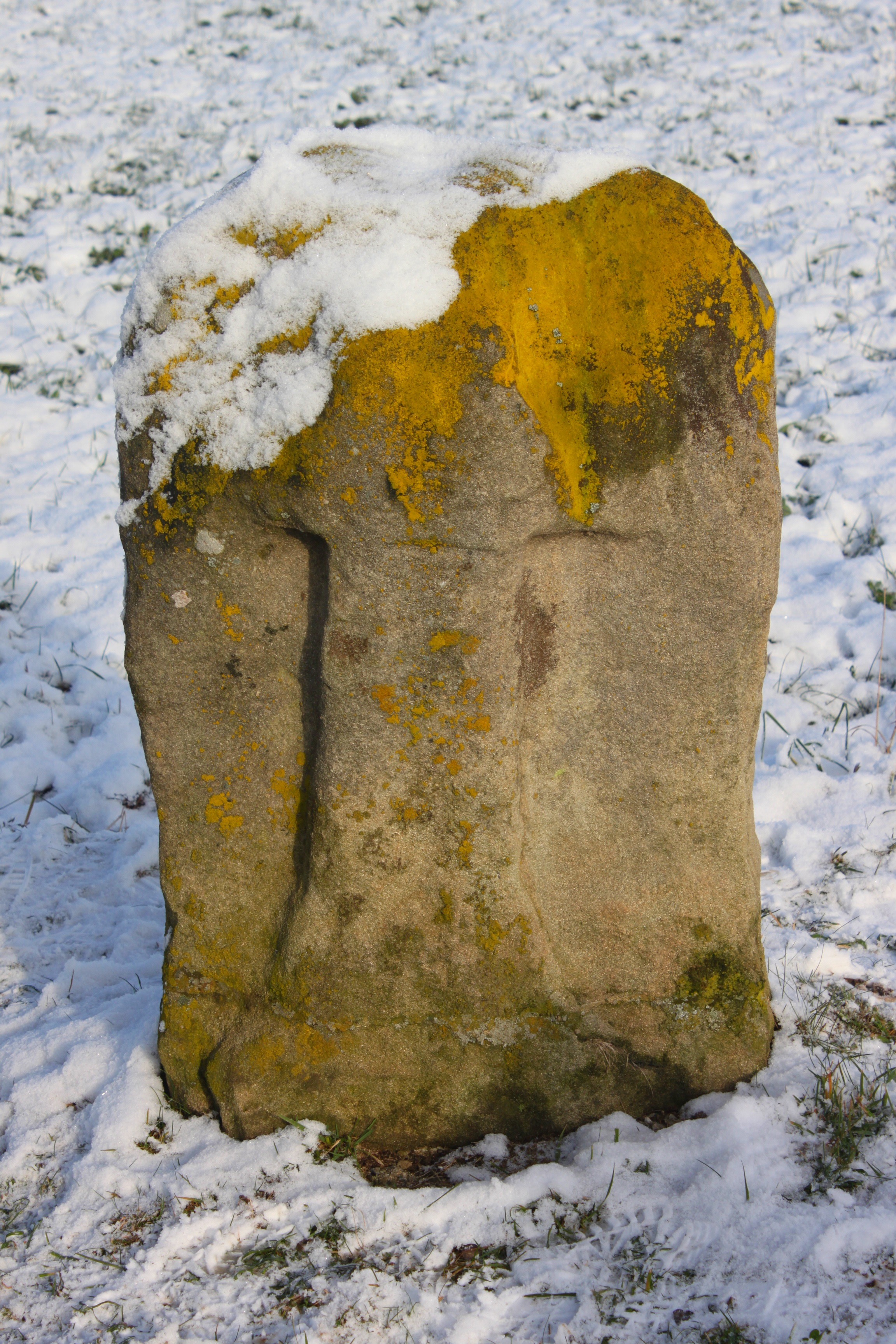
Mittelalterlicher Kreuzstein

Hornungsreuth (oberfränkisch: Hoales-rahd) ist ein Gemeindeteil der Gemeinde Neudrossenfeld im Landkreis Kulmbach (Oberfranken, Bayern). Hornungsreuth liegt in der Gemarkung Brücklein.

## Geographie
Das Dorf liegt am Erlgraben, einem rechten Zufluss des Roten Mains. Im Osten befindet sich das Neudrossenfelder Gewerbegebiet Hintere Gemeinde. Ansonsten ist der Ort von Acker- und Grünland umgeben. Die Kreisstraße KU 11 führt nach Neuenreuth am Main (1,6 km westlich) bzw. die Bundesstraße 85 kreuzend nach Neudrossenfeld (1,2 km südöstlich).

## Geschichte
Der Ort wurde 1360 als „Horanczreuth“ erstmals urkundlich erwähnt. Das Bestimmungswort ist Horant, der Personenname des Siedlungsgründers. Das Grundwort Reuth gibt zu erkennen, dass das Land durch Rodung urbar gemacht wurde. 1740 erscheint erstmals die heutige Form. Da der Personenname nicht mehr geläufig war, kam es zur Umdeutung Hornung.
Gegen Ende des 18. Jahrhunderts bestand Hornungsreuth aus 24 Anwesen. Das Hochgericht übte das bayreuthische Stadtvogteiamt Kulmbach aus. Dieses hatte zugleich die Dorf- und Gemeindeherrschaft. Grundherren waren das Kastenamt Kulmbach (1 Tropfhäuslein), der Markgräfliche Lehenhof Bayreuth (1 Gütlein, 2 Söldengütlein), die Verwaltung Altenplos (1 Hof, 2 Söldengüter, 1 Tropfhaus) und das Rittergut Neudrossenfeld (1 Halbhof, 1 Höflein, 1 Gütlein mit Braustatt, 8 Sölden, 1 Tropfgütlein, 1 Haus, 3 Tropfhäuslein).
Von 1797 bis 1810 unterstand der Ort dem Justiz- und Kammeramt Kulmbach. Mit dem Gemeindeedikt wurde Hornungsreuth dem 1811 gebildeten Steuerdistrikt Brücklein und der 1812 gebildeten gleichnamigen Ruralgemeinde zugewiesen. Mit dem Zweiten Gemeindeedikt (1818) wurde die Ruralgemeinde Hornungsreuth gebildet. Diese wurde 1821 wieder nach Unterbrücklein eingemeindet. Am 1. Januar 1976 wurde Hornungsreuth im Zuge der Gebietsreform in Bayern nach Neudrossenfeld eingegliedert.

### Baudenkmäler
- Kreuzstein

### Einwohnerentwicklung
| Jahr      | 001809 | 001818 | 001861 | 001871 | 001885 | 001900 | 001925 | 001950 | 001961 | 001970 | 001987 |
| Einwohner | 136    | 160    | 187    | 193    | 206    | 180    | 170    | 238    | 169    | 161    | 134    |
| Häuser    | 28     |        |        | 34     | 37     | 36     | 35     | 36     |        | 41     |        |
| Quelle    | [ 11 ] | [ 8 ]  | [ 12 ] | [ 13 ] | [ 14 ] | [ 15 ] | [ 16 ] | [ 17 ] | [ 18 ] | [ 19 ] | [ 1 ]  |

## Religion
Hornungsreuth ist seit der Reformation evangelisch-lutherisch geprägt und nach Neudrossenfeld gepfarrt.